# 阿爾特米夫斯克戰役
阿爾特米夫斯克戰役（羅馬化：Boi za Artemivsk）是2014年顿巴斯战争期间在烏克蘭東部頓涅茨克州阿爾特米夫斯克（今巴赫穆特）发生的战斗。其中涉及烏克蘭特種作戰部隊和國民警衛隊与俄羅斯正規軍及傀儡頓涅茨克人民共和國武装对抗。